# Jamaica, Iowa
Jamaica là một thành phố thuộc quận Guthrie, tiểu bang Iowa, Hoa Kỳ. Năm 2010, dân số của thành phố này là 224 người.

## Dân số
Dân số qua các năm:
- Năm 2000: 237 người.
- Năm 2010: 224 người.